# Teinturier

Teinturierdruvan Agria har närmast svart fruktkött. Agria heter egentligen Turan och kommer ursprungligen från Ungern.

Teinturier är en beteckning för blå vindruvor som också har färgat fruktkött, till skillnad från de flesta blå druvor som har grönvitt eller grått fruktkött. Således kan teinturierdruvor inte användas för att framställa rosévin, eftersom färgen i rosévin och röda viner enbart kommer från druvskalet. Teinturier betyder “färgare” på franska. På tyska heter druvorna Färbertraube. Oftast används teinturierdruvor för att skapa ökad tanninhalt i viner från enkla högavkastande druvor. De används också ofta i cuvéer för att ge färg åt annars bleka blå druvor. I Georgien görs dock vin som enbart består av teinturierdruvan Saperavi, exempelvis viner från Napareuli, Mukuzani, Kindzmarauli och Khashmi.
Georgien har ytterligare en teinturier, Otskhanuri sapere. Det är speciell druva i det att den är väldigt motståndskraftig mot gråmögel (Botrytis cinerea) vilket gör att den kan hänga kvar på vinrankorna ett tag på hösten trots att det är regnigt. En annan egenhet är att fåglar undviker den men gillar andra druvor. Otskhanuri sapere har hög tanninhalt och är en något extrem och obskyr druva. Smakprofilen är väldigt annorlunda med hög syra och mycket örter. I Georgien har den traditionellt blivit till vin tillverkat i kvevri blandad med druvan Tsolikouri. Endast 5 hektar är officiellt dokumenterat (2020).

Teinturierdruvorna har sannolikt uppstått som mutationer från början men vi vet inte hur långt tillbaka i tiden det är. Den georgiska druvan Saperavi är mycket gammal. En i Amerika framgångsrik teinturier är Chambourcin. Amerika har också en vildväxande teinturier, Vitis californica. De i Europa mest kända teinturiererna är troligen Alicante bouschet och den italienska Coloriono.

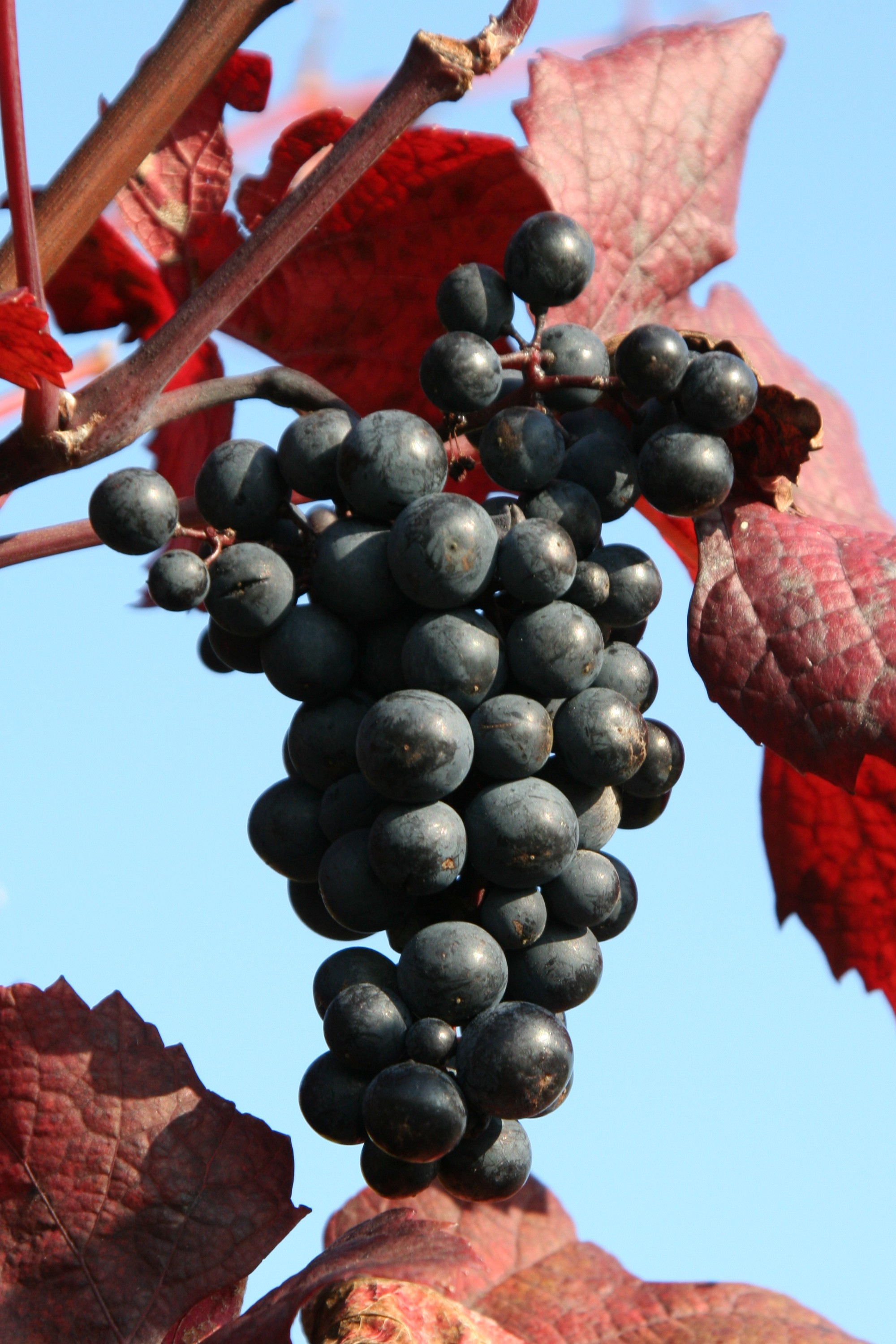
Den tyska teinturierdruvan Kolor
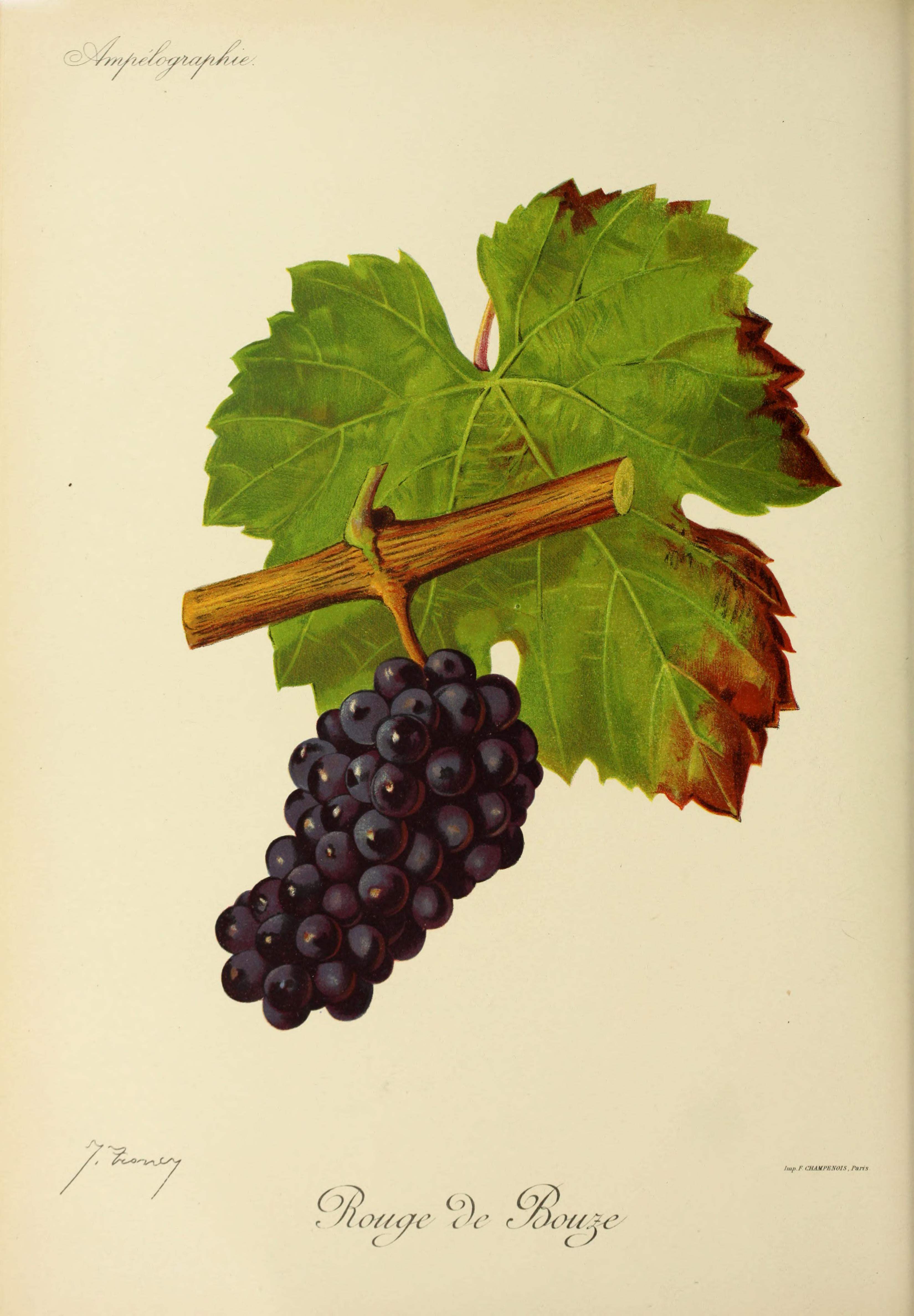
Teinturieren Rouge de Bouze (syn: Gamay de Bouze)
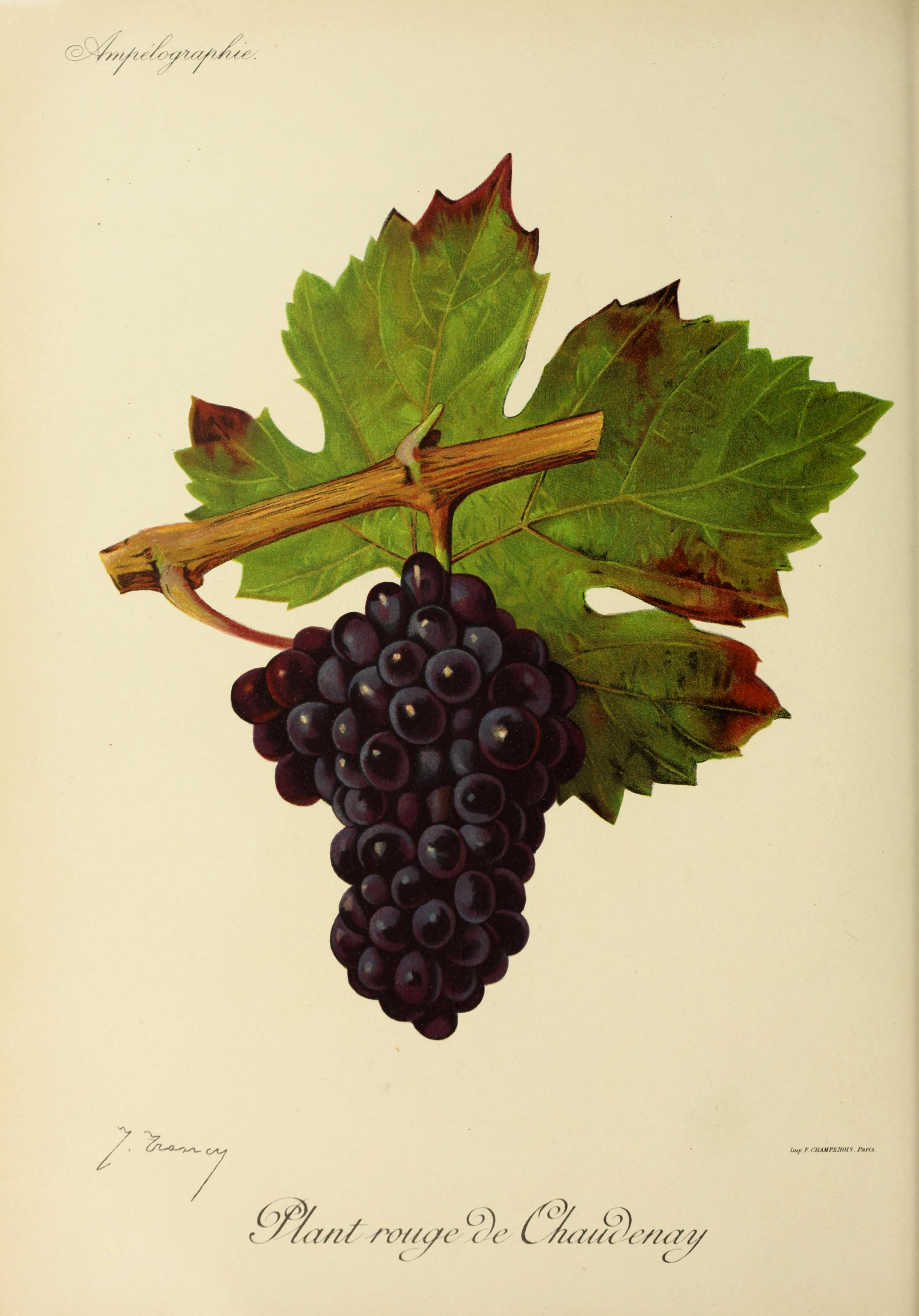
Plant rouge de Chaudenay är en mutation av Rouge de Bouze.
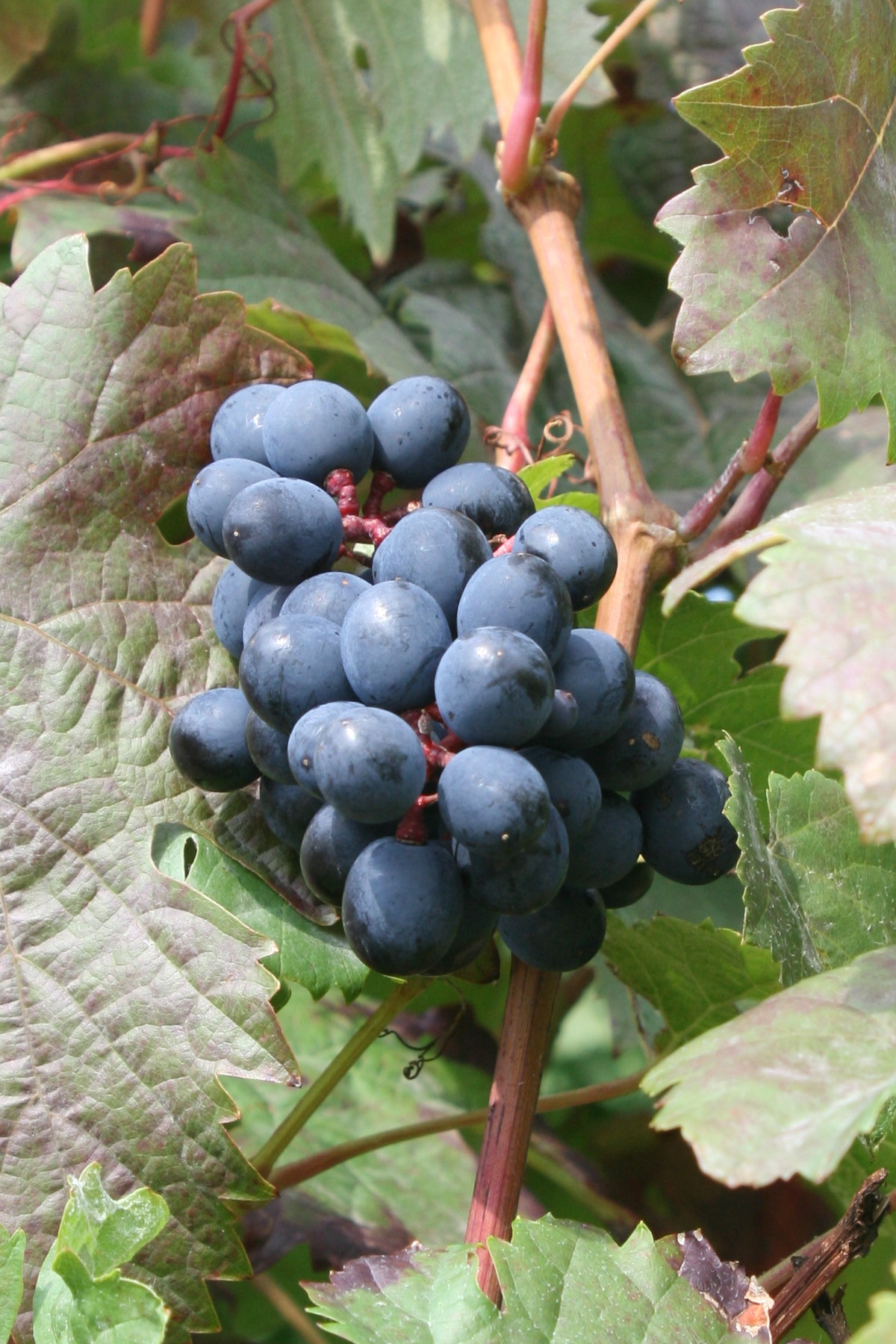
Den tyska druvan Dunkelfelder, också känd som Farbtraube Froelich.
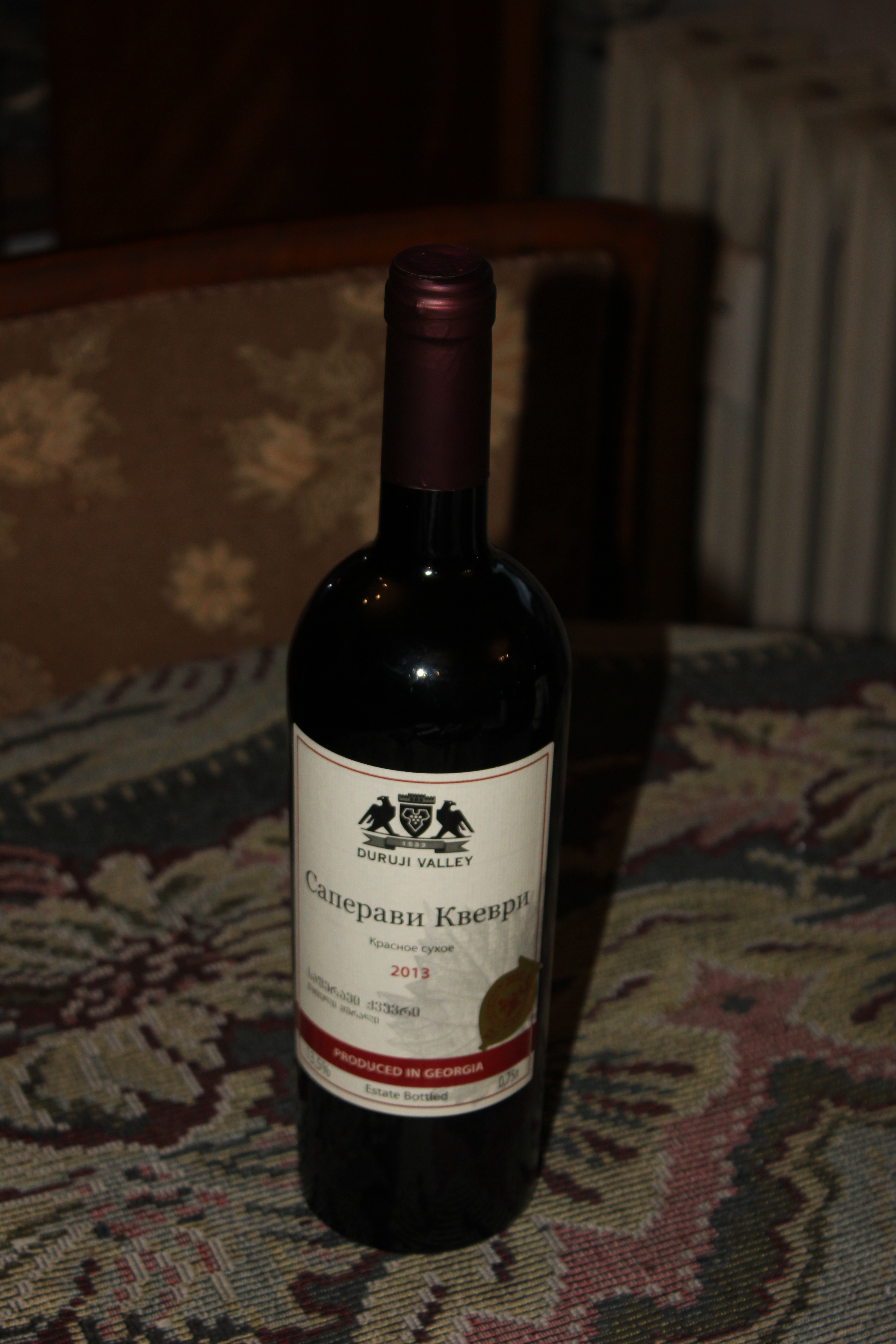
En flaska Saperavi gjord i kvevri och avsedd för den ryska marknaden.